# Dmytro Janczuk (siatkarz)
Dmytro Janczuk (ukr. Дмитро Янчук; ur. 19 maja 1999 w Jeziorcach) – ukraiński siatkarz, reprezentant kraju, grający na pozycji przyjmującego. 
Został powołany do reprezentacji Ukrainy seniorów na przygotowania do Złotej Ligi Europejskiej 2023, ale nie znalazł się na liście zawodników uczestniczących w turneju.
Kapitan ukraińskiej drużyny na Letniej Uniwersjadzie 2023.
Jest studentem Wołyńskiego Uniwersytetu Narodowego im. Łesi Ukrainki.

## Sukcesy klubowe
Mistrzostwo Ukrainy:
- 2023, 2024[7], 2025[8]
- 2022

Superpuchar Ukrainy:
- 2024

Puchar Ukrainy:
- 2025[9]

## Sukcesy reprezentacyjne
Liga Europejska:
- 2024[10]